# Recopa Mineira de 2021
A Recopa Mineira de 2020 foi a primeira edição deste torneio de futebol realizado anualmente pela Federação Mineira de Futebol. Foi disputado entre o Tombense campeão do Campeonato do Interior e  o Uberlândia campeão da Taça Inconfidência.

## Premiação
| Recopa Mineira de 2021        |
| ----------------------------- |
| Tombense Campeão (1.º título) |